# Оанцу
Оанцу (рум. Oanțu) — село у повіті Нямц в Румунії. Входить до складу комуни Пингераць.
Село розташоване на відстані 274 км на північ від Бухареста, 13 км на захід від П'ятра-Нямца, 108 км на захід від Ясс, 146 км на північ від Брашова.

## Населення
За даними перепису населення 2002 року у селі проживали 1046 осіб, з них 1042 особи (99,6%) румунів. Рідною мовою 1042 особи (99,6%) назвали румунську.